# Iravadia elongata
Iravadia elongata is een slakkensoort uit de familie van de Iravadiidae. De wetenschappelijke naam van de soort is voor het eerst geldig gepubliceerd in 1928 door Hornung & Mermod.